# Güel
Güel (Güell en aragonés bajorribagorzano) es una localidad española perteneciente al municipio de Graus, en la Ribagorza, provincia de Huesca, Aragón.

## Geografía

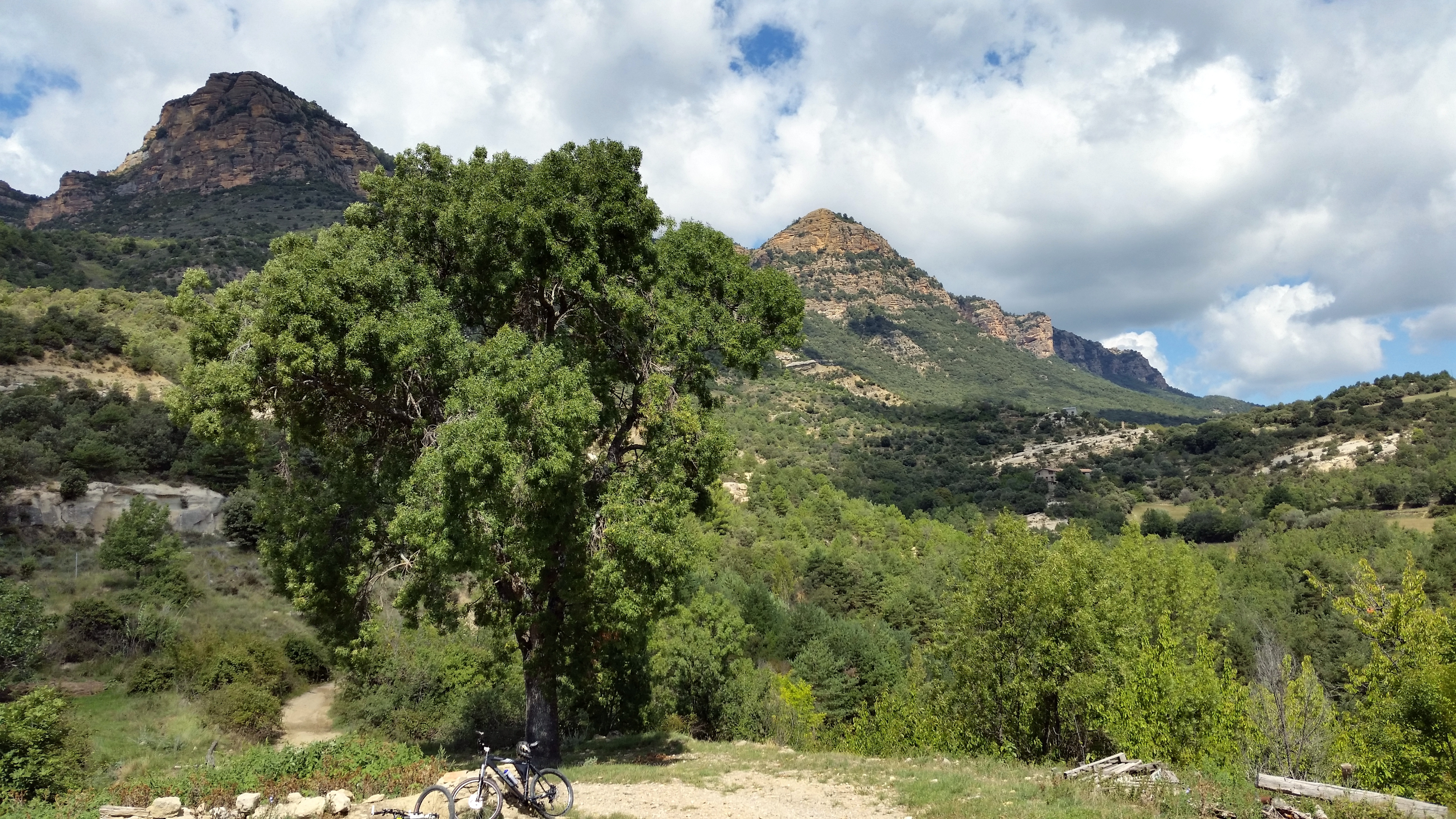
Morrons de Güel desde Casa Campo

Está situado a la derecha del río Isábena, con un relieve accidentado por las montañas que separan el valle del Ésera y del Isábena; se la denomina por ello sierra de Güel o "Morrons de Güell" y forma parte de los Pirineos. Predomina un bosque mixto de árboles caducifolios y peremnifolios.

## Geografía humana

### Demografía
| Gráfica de evolución demográfica de Güel entre 1842 y 1970 |
| |
| Población de derecho según los censos de población del INE Población de hecho según los censos de población del INEEntre el censo de 1981 y el anterior, este municipio desaparece porque se integra en el municipio 22117 (Graus) |

## Economía
Sus habitantes se dedicaban a actividades del sector primario. Tiene regadíos, pero los cultivos de secano son más importantes, así los cereales, la vid y los olivares.
La ganadería ovina es la más abundante.

## Urbanismo
La composición de la población es diseminada, comprendiendo los caseríos de las Badias, Casa Campo, el Castell, la Collada, Farreras, Julián, la Mazana, Pelegrín, Picontó, Romerosa, La Ribera, El Pueyo, El Rincón, Solano, Trespueio, Muza, Cusulari, Guardingo y Betrán.

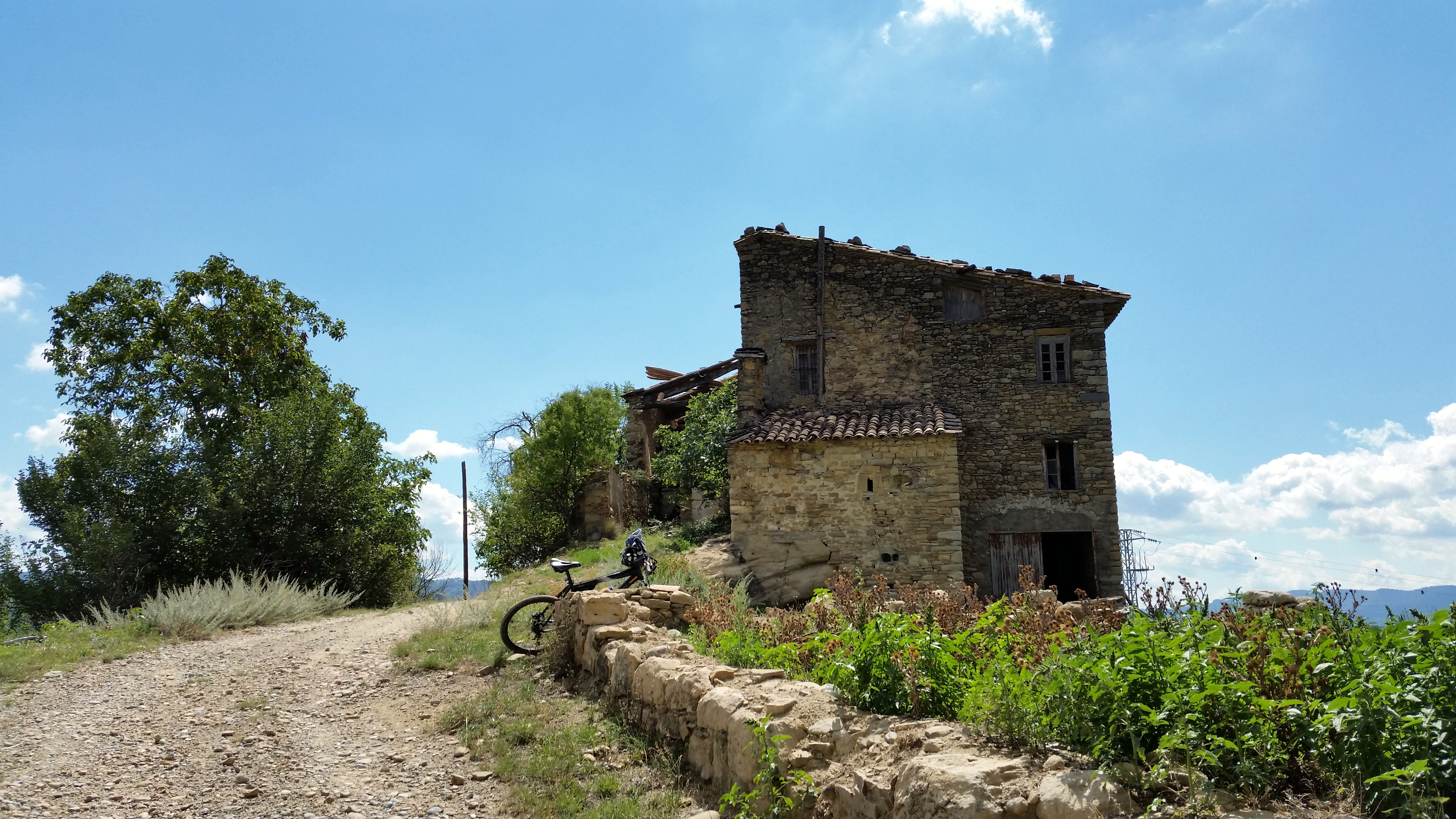
Casa Campo

## Patrimonio
- Ermita de la Virgen de las Rocas, templo de estilo románico en origen pero que ha sufrido varias remodelaciones. Es de una nave, que cuenta con un edificio anejo para cobijar a los peregrinos, cubierta con bóveda de cañón y con ábside de tambor en el que se observan dos fases de construcción, siendo la primera de origen lombardo y la segunda de época moderna.[5]
- Ermita de San Pedro de Sarrau, nave cubierta con bóveda de cañón levemente apuntada y ábside semicircular cubierto con bóveda de cuarto de esfera presedida por un pequeño tramo preabsidial. También cuenta con una capilla lateral abierta en el muro norte a la que se accede a través de un arco de medio punto[6]
- Castillo de Güel.[7][8][9]
- Casa Salinas, una de las casas aisladas que componían el conjunto de pardinas dispersas de la población y que contaba con una capilla adosada bajo la advocación de Nuestra Señora del Carmen. Se trata de una casa fortificada de gran tamaño con elementos defensivos como aspilleras de tipo buzón en su fachada, mientras que la puerta de acceso se encuentra en el muro norte bajo un largo pasadizo abovedado. Se encuentra en estado de ruina.[10]

## Rutas
Las siguientes rutas de senderismo pasan por la localidad:
- PR-HU 49